# Катеноид
Катеноид је тродимензионална површ која се добија ротацијом ланчанице око {\displaystyle x} осе. Уколико не рачунамо раван, то је прва откривена минимална површ. Њено откриће и доказ да је минимална се приписују Ојлеру који је писао о катеноиду у својој књизи Методе за налажење кривих линија које поседују особине максимума или минимума објављеној 1744. године.
За {\displaystyle u\in \mathbb {R} ,\quad v\in \left[0;2\pi \right)}, 
параметарска једначина катеноида је
{\displaystyle {\begin{cases}x=\cosh(u)\,\cos(v)\\y=\cosh(u)\,\sin(v)\\z=u\end{cases}}},
где је {\displaystyle \cosh(u)} - хиперболични косинус.
Физички модел катеноида се може формирати помоћу два преклопљена круга који се умоче у сапуницу да би се затим полако раздвајали.